# Quintanilla-Somuñó
Quintanilla Somuñó es un pequeño pueblo situado en la comarca de Estépar, en la provincia de Burgos, España. Se encuentra a una distancia de 18 kilómetros al sureste de la ciudad de Burgos, en la carretera BU-904 que conecta Estépar con Los Balbases. 
El origen del nombre de Quintanilla Somuño se remonta a la época medieval, cuando la zona pertenecía a la jurisdicción de la villa de Estépar. El término "quintanilla" se utilizaba entonces para referirse a una pequeña aldea o población dependiente de una villa o lugar principal. Por su parte, "Somuño" hace referencia a la familia que tuvo propiedades en la zona.
A pesar de ser un pueblo de reducidas dimensiones, Quintanilla Somuño cuenta con varios monumentos y lugares de interés turístico. Entre ellos destaca la iglesia parroquial de San Andrés, construida en el siglo XVI en estilo renacentista y con una singular torre campanario.
Además de la iglesia de San Andrés, otro de los lugares de interés turístico en Quintanilla Somuño es la estatua dedicada a José Zorrilla, escritor y poeta español del siglo XIX, que se encuentra en el centro del pueblo.
En cuanto a la economía local, Quintanilla Somuño se dedica principalmente a la agricultura y ganadería, aunque en los últimos años se ha fomentado el turismo rural como una forma de dinamizar la economía y dar a conocer los atractivos naturales y culturales de la zona.
En resumen, Quintanilla Somuño es un pequeño pueblo con un rico patrimonio cultural y un entorno natural de gran belleza. Un lugar perfecto para los amantes de la tranquilidad y la naturaleza que deseen disfrutar de la auténtica vida rural española.

## Localidades limítrofes
Confina con las siguientes localidades:
- Al noreste con Cavia.
- Al este con Mazuelo de Muñó.
- Al sureste con Arenillas de Muñó.
- Al noroeste con Arroyo de Muñó, Villavieja de Muñó y Estépar.

## Demografía
| Gráfica de evolución demográfica de Quintanilla Somuñó entre 1842 y 1970 |
| |
| Población de derecho según los censos de población del INE. Población de hecho según los censos de población del INE.Entre el censo de 1981 y el anterior, este municipio desaparece porque se integra en el municipio Estépar. |

Evolución de la población
| Gráfica de evolución demográfica de Quintanilla-Somuñó entre 2000 y 2018 |
|                                                                          |
| Población de derecho (2000-2018) según el padrón municipal del INE       |

## Historia
Así se describe a Quintanilla-Somuñó en el tomo XIII del Diccionario geográfico-estadístico-histórico de España y sus posesiones de Ultramar, obra impulsada por Pascual Madoz a mediados del siglo XIX:

Villa con ayuntamiento en la provincia, partido judicial, diócesis, audiencia territorial y capitanía general de Burgos (3 ½ leguas); está situada en una espaciosa llanura, disfrutando de clima bastante fresco a causa de reinar con mucha frecuencia el viento NE; las enfermedades que se padecen por lo regular son algunas intermitentes. Tiene 160 casas con la de ayuntamiento que sirve también de cárcel; una escuela de primera enseñanza concurrida por unos 50 alumnos de ambos sexos, y dotada con 30 fanegas de trigo y 320 reales; 2 fuentes y 3 pozos dentro de la población, de cuyas aguas se proveen los vecinos para sus necesidades; una iglesia parroquial (San Andrés) servida por un cura párroco y un sacristán; un cementerio junto a las eras y al N del pueblo; y 2 ermitas tituladas Santa Ana y la Vera-Cruz, la primera en una pequeña altura distante medio cuarto de legua, y la segunda en un llano algo más próxima. Su término confina N Cabia; E Presencio y Mazuelo; S Arenillas, y O Estepas; comprende la granja llamada Pelilla y un monumento antiquísimo titulado el Castillo de Muño que dista ¼ de legua y es, así como una iglesia que hay inmediata, lo único que ha quedado existente de la villa de Muño, la cual fue arruinada en las guerras con los sarracenos. El terreno es de muy buena calidad y le bañan los ríos Arlanzón y Ausín, de los cuales este se une en Pampliega a aquel, cuyo paso facilita un puente, aunque en mal estado. En dicho territorio se encuentran canteras de cal, yeso y piedra, y un pequeño monte poblado de encinas. Caminos: los que dirigen a los pueblos inmediatos, y la correspondencia se recibe de Pampliega. Producciones: trigo, cebada, centeno, avena, legumbres de todas clases, vino, frutas, y algunas hortalizas; cría ganado lanar, vacuno y caballar; caza de liebres, conejos, perdices y codornices, y pesca de barbos, truchas y alguna que otra anguila. Industria: la agrícola y la arriería para la conducción de vinos. Población: 86 vecinos, 240 almas. Capital productivo: 2.190.200 reales. Imponible: 193.081. Contribución: 12.376 reales 26 maravedíes.
Diccionario geográfico-estadístico-histórico de España y sus posesiones de Ultramar